# Храм Святых Мучениц Софии и Татианы
Церковь святых мучениц Софии и Татианы при детской клинической больнице № 13 им. Н. Ф. Филатова — православный храм в Пресненском районе Москвы. Относится к Центральному благочинию Московской епархии Русской православной церкви.
Главный престол освящён во имя святых мучениц Софии и Татианы. Объект культурного наследия народов России — охраняется государством

## История
Первая в Москве детская больница учреждена была князем Дмитрием Владимировичем Голицыным в январе 1841 года.
5 декабря 1842 года больницу и церковь на Малой Бронной освятил святитель Филарет, митрополит Московский. Первая домовая церковь была освящена в честь св. Татианы в память умершей супруги Голицына, Татьяны Васильевны, урожденной Васильчиковой. Княгиня много занималась делами благотворительности.
Москвичи называли её просто Бронной больницей. Здесь служили замечательные врачи. Одним из них был Николай Тольский, который начал преподавание педиатрии в Московском университете и организовал самостоятельную кафедру детских болезней.
Между тем строения Бронной больницы медленно разрушались. Первый пожар случился уже в 1848 году, и врачи взывали к городским властям о постройке нового здания. В 1883 году, после очередного пожара, больница, кроме амбулаторного отделения, была закрыта. Это вызвало массу протестов, но городские власти не располагали средствами. Помощь пришла неожиданно. От полной ликвидации больницу спас князь Александр Щербатов.
30 апреля 1885 года князь Александр Алексеевич Щербатов передал в дар городу усадьбу своей матери княгини Софьи Щербатовой для размещения детской больницы, но с рядом условий: больницу назвать Софийской в память покойной княгини и домовую церковь освятить во имя святых Софии и Татианы, чтобы восстановить посвящение престола старой Бронной больницы. Для перестройки усадьбы и устройства церкви пригласили известного архитектора Александра Каминского, зятя братьев Третьяковых. В декабре 1897 года храм был освящён.
Церковь Софийской больницы двухэтажная, западный фасад был увенчан звонницей. В нижнем этаже устроили часовню для отпевания.
В 1920-х годах больнице присвоили имя доктора Нила Филатова, работавшего в ней и снискавшего большую любовь москвичей.
В 1930-е годы храм Софийской больницы закрыли, крест сняли. Было изъято ценностей весом 20 фунтов золота и серебра (около 10 кг). Позднее в храме располагался морг, общежитие, буфет, библиотека и пр. здание было изуродовано и запущено. Завершения утрачены, разрушена звонница, внутреннее пространство искажено перегородками, устроен ещё один этаж, увеличены окна.
В середине 1970-х годов храм решили снести, и уже начался слом, но в этот момент защитникам старины удалось отстоять творение рук Александра Каминского.
С 2007 года по инициативе врачей и пациентов больницы храм восстанавливается. С 2010 года в помещении бывшей часовни совершаются регулярно богослужения.
3 июня 2013 года Высокопреосвященнейший Арсений, архиепископ Истринский совершил молебен и освятил кресты, которые были подняты и установлены на куполах храма.
26 декабря 2014 года Святейший Патриарх Московский и всея Руси Кирилл совершил чин малого освящения храма святых мучениц Татианы и Софии при Детской городской клинической больнице № 13 имени Н. Ф. Филатова.
1 декабря 2014 Мэр Москвы Сергей Собянин наградил лауреатов конкурса правительства Москвы на лучший проект в области сохранения и популяризации объектов культурного наследия «Московская реставрация-2014».

## Современное состояние
- Настоятель храма — священник Андрей Колганов.
- Клирик храма — протоиерей Димитрий Бердников.